# Muhammad Naguib
Mohamed Naguib (tiếng Ả Rập: محمد نجيب, phát âm tiếng Ả Rập Ai Cập: [mæˈħæmmæd næˈɡiːb]; 19 tháng 2 năm 1901 – 28 tháng 8 năm 1984) là Tổng thống Ai Cập đầu tiên, tại nhiệm từ lúc thành lập nền cộng hoà vào 18 tháng 6 năm 1953 đến 14 tháng 11 năm 1954. Cùng với Gamal Abdel Nasser, ông là lãnh đạo chủ chốt của Cách mạng Ai Cập 1952, kết thúc sự cai trị của Nhà Muhammad Ali ở Ai Cập và Sudan.